# Aphis loti
Aphis loti är en insektsart. Aphis loti ingår i släktet Aphis och familjen långrörsbladlöss. Inga underarter finns listade i Catalogue of Life.